# Sajghó Benedek
Sajghó Benedek, Sayghó (Nagyszombat, 1690. augusztus 14. – Pannonhalma, 1768. január 15.) hitszónok, bencés főapát.

## Élete
Iskoláit Nagyszombatban végezte, majd a Csáky családnál lett nevelő. Kuruc katonaként részt vett a Rákóczi-szabadságharcban, majd belépett a bencés rendbe, ahol 31 évesen, 1722-ben választották meg főapátnak. 
Visszaszerezte monostorának a hiteleshelyi jogkört, és nagyszabású építkezésekbe kezdett. Sokat pereskedett a főapátság birtokainak visszaszerzéséért és több plébániatemplom felépítése is az ő nevéhez fűződik. Önkényes kormányzása ellen szerzetesei többször fellázadtak, és az uralkodónál is panaszt tettek, melynek következtében Mária Terézia új szabályzatot adott a rend részére.